# Yutaro Oda
Yutaro Oda (小田 裕太郎, Oda Yutaro), né le 12 août 2001 à Sumoto au Japon, est un footballeur japonais. Il évolue au poste d'attaquant au Heart of Midlothian.

## Biographie

### En club
Né à Sumoto, dans la préfecture de Hyōgo au Japon, Yutaro Oda est formé au Vissel Kobe. En mars 2019, alors qu'il évolue avec les U18, est annoncé son enregistrement dans l'équipe première. Oda joue son premier match en professionnel le 24 avril 2019, à l'occasion d'une rencontre de coupe de la Ligue japonaise face au Cerezo Osaka. Il entre en jeu à la place d'Asahi Masuyama (en) et son équipe s'incline par un but à zéro.
Le 26 septembre 2020, Oda inscrit son premier but en J1 League, contre le Hokkaido Consadole Sapporo, pour sa douzième apparition en première division. Entré en jeu à la place de Takuya Yasui, il marque en fin de match et participe ainsi à la victoire de son équipe par quatre buts à zéro,.
Le 10 janvier 2023, Yutaro Oda rejoint l'Écosse afin de s'engager en faveur de Heart of Midlothian. Il signe un contrat courant jusqu'en mai 2026.
Oda joue son premier match sous ses nouvelles couleurs le 18 janvier 2023, lors d'une rencontre de championnat contre le Aberdeen FC. Il entre en jeu à la place de Robert Snodgrass et son équipe s'impose par cinq buts à zéro,.

### En sélection
Avec l'équipe du Japon des moins de 18 ans, Yutaro Oda joue au total quatre matchs et marque un but en 2019. Il inscrit son seul but lors de sa première apparition, le 6 février contre la Serbie, après être entré en jeu. Son équipe s'impose par six buts à zéro ce jour-là.